# Philotheca coateana
Philotheca coateana är en vinruteväxtart som beskrevs av Paul G. Wilson. Philotheca coateana ingår i släktet Philotheca och familjen vinruteväxter. Inga underarter finns listade i Catalogue of Life.